# إروين هولاندر
إروين هولاندر (بالإنجليزية: Irwin Hollander)‏ هو مصمم مطبوعات أمريكي، ولد في 1927 في نيويورك في الولايات المتحدة، وتوفي في 16 نوفمبر 2018.